# 道下匡子
道下 匡子（みちした きょうこ、1942年4月26日 - ）は、日本の作家、翻訳家。

## 人物・来歴
樺太豊原市生まれ。父親は石川県珠洲郡蛸島村（現・珠洲市）出身で、樺太庁警察部に勤務した。医師で北海道の地域医療に尽くした道下俊一は長兄にあたる。後真岡町に移り、1945年8月のソ連の対日参戦に遭遇する。終結後はソ連占領下の真岡で1年余りを過ごす。1946年12月日本に引揚げた後は、北海道旭川市、札幌市で育った。北海道札幌北高等学校時代の1960年にAFS交換留学生としてアメリカ合衆国ウィスコンシン州の高校に学び、1967年にウィスコンシン大学卒業後、ニューヨークの国連本部に勤務。1969年、帰国。1997年まで東京アメリカン・センターのアーツ・プログラム・スペシャリストとして、現代アメリカ文化の紹介をするほか、翻訳、執筆を通して、ジョージア・オキーフとグロリア・スタイネムを紹介。1995年に亡父の手記と自身や家族などの記憶を元に、前記の樺太での体験を綴ったノンフィクション『ダスビダーニャ、わが樺太』でノンフィクション文学賞蓮如賞優秀作。

## 著書
- 『センシャル・ライフ 男も翔ぶ女の生き方』（講談社） 1980.8
- 『ダスビダーニャ、わが樺太』（河出書房新社） 1996.1
- 『ブルー・アワー』（三一書房） 2008.11

## 翻訳
- 『ジョージア・オキーフ 崇高なるアメリカ精神の肖像』（ローリー・ライル、パルコ出版局） 1984.2
- 『プレイボーイ・クラブ潜入記 新・生きかた論』（グロリア・スタイネム、三笠書房） 1985.6
- 『ブルック・シールズ 私のライフスタイル』 (ブルック・シールズ、新潮文庫)  1986.3
- 『マリリン』（グロリア・スタイネム、草思社） 1987.10
- 『あなたが私を見つける所』（アン・ビーティ、草思社） 1990.4
- 『ジョージア・オキーフ 人生と作品』（チャールズ・C・エルドリッジ、河出書房新社） 1993.9
- 『ほんとうの自分を求めて 自尊心と愛の革命』（グロリア・スタイネム、中央公論社） 1994.4
- 『恋人はタキシードを着たネコ』（ベッツィ・ハウイー、河出書房新社） 1999.7
- 『セックスとパンと薔薇  21世紀の女たちへ』（エリカ・ジョング、祥伝社） 2001.2
- 『イノック・アーデン』（アルフレッド・ロード・テニスン、愛育社） 2011